# Campeonato da Europa de Atletismo de 2012
A 21ª edição do Campeonato da Europa de Atletismo foi realizado de 27 de junho a 1 de julho de 2012 no Estádio Olímpico de Helsinque, em Helsinque, na Finlândia. Foram disputadas 42 provas com 1342 atletas de 50 nacionalidades. Pelo fato de 2012 ser um ano olímpico,  a competição não contou com as provas de maratona e marcha atlética. 
A decisão de conceder os jogos para Helsinque foi feita pelo Congresso Europeu de Atletismo em 9 de novembro de 2009.  A  cidade de Nuremberg, Alemanha  mostrou interesse em sediar o evento, no entanto, Helsinque estava na liderança durante todo o processo. Esta foi a terceira vez que a cidade sediou o evento, sendo em 1971 e 1994 as outras ocasiões.

## Medalhistas

### Masculino
| Evento                         | Ouro                                                                                       | Ouro       | Prata                                                                        | Prata      | Bronze                                                                                    | Bronze     |
| 100 metros detalhes            | França · Christophe Lemaitre                                                               | 10.09      | França · Jimmy Vicaut                                                        | 10.12      | Noruega · Jaysuma Saidy Ndure                                                             | 10.17      |
| 200 metros detalhes            | Países Baixos · Churandy Martina                                                           | 20.42      | Países Baixos · Patrick van Luijk                                            | 20.87      | Reino Unido · Daniel Talbot                                                               | 20.95      |
| 400 metros detalhes            | Chéquia · Pavel Maslák                                                                     | 45.24      | Hungria · Marcell Deák-Nagy                                                  | 45.52      | França · Yannick Fonsat                                                                   | 45.82      |
| 800 metros detalhes            | Rússia · Jurij Borzakovskij                                                                | 1:48.61    | Dinamarca · Andreas Bube                                                     | 1:48.69    | França · Pierre-Ambroise Bosse                                                            | 1:48.83    |
| 1500 metros detalhes           | Noruega · Henrik Ingebrigtsen                                                              | 3:46.20    | França · Florian Carvalho                                                    | 3:46.33    | Espanha · David Bustos                                                                    | 3:46.45    |
| 5000 metros detalhes           | Reino Unido · Mohammed Farah                                                               | 13:29.91   | Alemanha · Arne Gabius                                                       | 13:31.83   | Turquia · Polat Kemboi Arıkan                                                             | 13:32.63   |
| 10000 metros detalhes          | Turquia · Polat Kemboi Arıkan                                                              | 28:22.27   | Itália · Daniele Meucci                                                      | 28:22.73   | Rússia · Evgenij Rybakov                                                                  | 28:22.95   |
| 110 m barreiras detalhes       | Rússia · Sergej Šubenkov                                                                   | 13.16      | França · Garfield Darien                                                     | 13.20      | Polónia · Artur Noga                                                                      | 13.27      |
| 400 m barreiras detalhes       | Reino Unido · Rhys Williams                                                                | 49.33      | Sérvia · Emir Bekrić                                                         | 49.49      | Ucrânia · Stanislav Mel'nykov                                                             | 49.69      |
| 3000 m obstáculos detalhes     | França · Mahiedine Mekhissi-Benabbad                                                       | 8:33.23    | Turquia · Tarık Langat Akdağ                                                 | 8:35.24    | Espanha · Víctor García                                                                   | 8:35.87    |
| Revezamento 4x100m detalhes    | Países Baixos · Brian Mariano · Churandy Martina · Giovanni Codrington · Patrick van Luijk | 38.34      | Alemanha · Julian Reus · Tobias Unger · Alexander Kosenkow · Lucas Jakubczyk | 38.44      | França · Ronald Pognon · Christophe Lemaitre · Pierre-Alexis Pessonneaux · Emmanuel Biron | 38.46      |
| Revezamento 4x400m detalhes    | Bélgica · Antoine Gillet · Jonathan Borlée · Jente Bouckaert · Kévin Borlée                | 3:01.09    | Reino Unido · Nigel Levine · Conrad Williams · Robert Tobin · Richard Buck   | 3:01.56    | Alemanha · Jonass Plass · Kamghe Gaba · Eric Krüger · Thomas Schneider                    | 3:01:77    |
| Salto em altura detalhes       | Reino Unido · Robbie Grabarz                                                               | 2,31 m     | Lituânia · Raivydas Stanys                                                   | 2,31 m     | França · Mickaël Hanany                                                                   | 2,28 m     |
| Salto com vara detalhes        | França · Renaud Lavillenie                                                                 | 5,97 m     | Alemanha · Björn Otto                                                        | 5,92 m     | Alemanha · Raphael Holzdeppe                                                              | 5,77 m =   |
| Salto em distância detalhes    | Alemanha · Sebastian Bayer                                                                 | 8,34 m     | Espanha · Luis Méliz                                                         | 8,21 m     | Suécia · Michel Tornéus                                                                   | 8,17 m     |
| Salto triplo detalhes          | Itália · Fabrizio Donato                                                                   | 17,63 m    | Ucrânia · Šeryf El'-Šeryf                                                    | 17,28 m    | Bielorrússia · Aljaksei Capik                                                             | 16,97 m    |
| Arremesso de peso detalhes     | Alemanha · David Storl                                                                     | 21,58 m    | Países Baixos · Rutger Smith                                                 | 20,55 m    | Sérvia · Asmir Kolašinac                                                                  | 20,36 m    |
| Lançamento de disco detalhes   | Alemanha · Robert Harting                                                                  | 68,30 m    | Estónia · Gerd Kanter                                                        | 66,53 m    | Países Baixos · Rutger Smith                                                              | 64,02 m    |
| Lançamento de dardo detalhes   | Chéquia · Vítezslav Veselý                                                                 | 83,72 m    | Rússia · Valerij Iordan                                                      | 83,23 m    | Finlândia · Ari Mannio                                                                    | 82,63 m    |
| Lançamento de martelo detalhes | Hungria · Krisztián Pars                                                                   | 79,72 m    | Rússia · Aleksej Zagornyj                                                    | 77,40 m    | Polónia · Szymon Ziółkowski                                                               | 76,67 m    |
| Decatlo detalhes               | Alemanha · Pascal Behrenbruch                                                              | 8.558 pts. | Ucrânia · Oleksij Kas'janov                                                  | 8.321 pts. | Rússia · Il'ja Škurenëv                                                                   | 8.219 pts. |

### Feminino
| Evento                         | Ouro                                                                              | Ouro       | Prata                                                                          | Prata      | Bronze                                                                            | Bronze     |
| 100 metros detalhes            | Reino Unido · Ivet Lalova                                                         | 11.28      | Ucrânia · Olesja Povch                                                         | 11.32      | Lituânia · Lina Grinčikaitė                                                       | 11.32      |
| 200 metros detalhes            | Ucrânia · Marija Rjemjen                                                          | 23.05      | Ucrânia · Chrystyna Stuj                                                       | 23.17      | França · Myriam Soumaré                                                           | 23.21      |
| 400 metros detalhes            | Suécia · Moa Hjelmer                                                              | 51.13      | Rússia · Ksenija Zadorina                                                      | 51.26      | Bielorrússia · Ilona Usovič                                                       | 51.94      |
| 800 metros detalhes            | Reino Unido · Lynsey Sharp                                                        | 2:00.52    | Bielorrússia · Maryna Arzamasava                                               | 2:01.02    | Ucrânia · Liliya Lobanova                                                         | 2:01.29    |
| 1500 metros detalhes           | Espanha · Nuria Fernández                                                         | 4:08.80    | Alemanha · Diana Sujew                                                         | 4:09.28    | Chéquia · Tereza Čapková                                                          | 4:10.17    |
| 5000 metros detalhes           | Rússia · Ol'ga Golovkina                                                          | 5:11.70    | Ucrânia · Ljudmyla Kovalenko                                                   | 15:12:03   | Portugal · Sara Moreira                                                           | 15:12.05   |
| 10000 metros detalhes          | Portugal · Ana Dulce Félix                                                        | 31:44.75   | Reino Unido · Joanne Pavey                                                     | 31:49.03   | Ucrânia · Ol'ha Skrypak                                                           | 31:51.32   |
| 100 m barreiras detalhes       | Bielorrússia · Alina Talaj                                                        | 12.91      | Bielorrússia · Kacjaryna Paplaŭskaja                                           | 12.97      | Áustria · Beate Schrott                                                           | 12.98      |
| 400 m barreiras detalhes       | Rússia · Irina Davydova                                                           | 53.77      | Chéquia · Denisa Rosolová                                                      | 54.24      | Ucrânia · Anna Jaroščuk                                                           | 54.35      |
| 3000 m obstáculos detalhes     | Turquia · Gülcan Mıngır                                                           | 9:32.96    | Alemanha · Antje Möldner-Schmidt                                               | 9:36.37    | Alemanha · Gesa Felicitas Krause                                                  | 9:38.20    |
| Revezamento 4x100m detalhes    | Alemanha · Leena Günther · Anne Cibis · Tatjana Lofamakanda Pinto · Verena Sailer | 42.51      | Países Baixos · Kadene Vassell · Dafne Schippers · Eva Lubbers · Jamile Samuel | 42.80      | Polónia · Marika Popowicz · Daria Korczyńska · Marta Jeschke · Ewelina Ptak       | 43.06      |
| Revezamento 4x400m detalhes    | Ucrânia · Julija Oliševs'ka · Ol'ha Zemljak · Natalija Pyhyda · Alina Lohvynenko  | 3:25.07    | França · Phara Anacharsis · Lenora Guion Firmin · Marie Gayot · Floria Guei    | 3:25.49    | Chéquia · Zuzana Hejnová · Zuzana Bergrová · Jitka Bartoničková · Denisa Rosolová | 3:26.02    |
| Salto em altura detalhes       | Espanha · Ruth Beitia                                                             | 1,97 m     | Noruega · Tonje Angelsen                                                       | 1,97 m     | Rússia · Irina Gordeeva · Ucrânia Olena Chološa · Suécia Emma Green               | 1,92 m     |
| Salto com vara detalhes        | Chéquia · Jiřina Ptáčníková                                                       | 4,60 m     | Alemanha · Martina Strutz                                                      | 4,60 m     | Grécia · Nikolía Kyriakopoúlou                                                    | 4,60 m =   |
| Salto em distância detalhes    | França · Éloyse Lesueur                                                           | 6.81 m     | Bielorrússia · Vol'ha Sudarava                                                 | 6.74 m     | Noruega · Margrethe Renstrøm                                                      | 6.67 m     |
| Salto triplo detalhes          | Ucrânia · Ol'ha Saladucha                                                         | 14.99 m    | Portugal · Patrícia Mamona                                                     | 14.52 m    | Rússia · Jana Borodina                                                            | 14.36 m    |
| Arremesso de peso detalhes     | Alemanha · Nadine Kleinert                                                        | 19.18 m    | Rússia · Irina Tarasova                                                        | 18.91 m    | Itália · Chiara Rosa                                                              | 18.47 m    |
| Lançamento de disco detalhes   | Croácia · Sandra Perković                                                         | 67.62 m    | Alemanha · Nadine Müller                                                       | 65.41 m    | Ucrânia · Natalja Semenova                                                        | 62.91 m    |
| Lançamento de dardo detalhes   | Ucrânia · Vira Rebryk                                                             | 66.86 m    | Alemanha · Christina Obergföll                                                 | 65.12 m    | Alemanha · Linda Stahl                                                            | 63.69 m    |
| Lançamento de martelo detalhes | Polónia · Anita Włodarczyk                                                        | 74.29 m    | Eslováquia · Martina Hrašnová                                                  | 73.34 m    | Rússia · Anna Bulgakova                                                           | 71.47 m    |
| Heptatlo detalhes              | França · Antoinette Nana Djimou                                                   | 6.544 pts. | Letônia · Laura Ikauniece                                                      | 6.335 pts. | Letônia · Aiga Grabuste                                                           | 6.325 pts. |

## Quadro de medalhas
| Ordem | País          | Medalha de ouro | Medalha de prata | Medalha de bronze | Total |
| ----- | ------------- | --------------- | ---------------- | ----------------- | ----- |
| 1     | Alemanha      | 6               | 8                | 4                 | 18    |
| 2     | França        | 5               | 4                | 5                 | 14    |
| 3     | Ucrânia       | 4               | 5                | 5                 | 14    |
| 4     | Reino Unido   | 4               | 2                | 2                 | 8     |
| 5     | Chéquia       | 4               | 0                | 3                 | 7     |
| 6     | Rússia        | 3               | 4                | 5                 | 12    |
| 7     | Países Baixos | 2               | 3                | 1                 | 6     |
| 8     | Espanha       | 2               | 1                | 2                 | 5     |
| 9     | Turquia       | 2               | 1                | 1                 | 4     |
| 10    | Bielorrússia  | 1               | 3                | 2                 | 6     |
| 11    | Portugal      | 1               | 2                | 0                 | 3     |
| 12    | Noruega       | 1               | 1                | 2                 | 4     |
| 13    | Itália        | 1               | 1                | 1                 | 3     |
| 14    | Hungria       | 1               | 1                | 0                 | 2     |
| 15    | Polónia       | 1               | 0                | 3                 | 4     |
| 16    | Suécia        | 1               | 0                | 2                 | 3     |
| 17    | Bélgica       | 1               | 0                | 0                 | 1     |
| 17    | Bulgária      | 1               | 0                | 0                 | 1     |
| 17    | Croácia       | 1               | 0                | 0                 | 1     |
| 20    | Letônia       | 0               | 1                | 1                 | 2     |
| 20    | Lituânia      | 0               | 1                | 1                 | 2     |
| 20    | Sérvia        | 0               | 1                | 1                 | 2     |
| 23    | Dinamarca     | 0               | 1                | 0                 | 1     |
| 23    | Estónia       | 0               | 1                | 0                 | 1     |
| 23    | Eslováquia    | 0               | 1                | 0                 | 1     |
| 26    | Áustria       | 0               | 0                | 1                 | 1     |
| 26    | Finlândia     | 0               | 0                | 1                 | 1     |
| 26    | Grécia        | 0               | 0                | 1                 | 1     |
|       | TOTAL         | 42              | 42               | 44                | 128   |

## Participantes
Participaram do evento 1 342 atletas (738 homens e 604 mulheres) de 50 países membros da AEA. 
| - Albânia (4) - Alemanha (94) - Andorra (4) - Armênia (5) - Áustria (10) - Azerbaijão (4) - Bélgica (22) - Bielorrússia (28) - Bósnia e Herzegovina (4) - Bulgária (26) - Chipre (11) - Croácia (12) - Dinamarca (10) | - Eslováquia (12) - Eslovênia (19) - Espanha (70) - Estónia (23) - Finlândia (64) - França (68) - Geórgia (5) - Gibraltar (2) - Grécia (28) - Hungria (20) - Irlanda (26) - Islândia (6) - Israel (12) | - Itália (61) - Letônia (22) - Liechtenstein (1) - Lituânia (24) - Luxemburgo (4) - Macedônia do Norte (2) - Malta (2) - Moldávia (6) - Mónaco (1) - Montenegro (4) - Noruega (28) - Países Baixos (35) | - Polónia (57) - Portugal (37) - Reino Unido (109) - Chéquia (43) - Roménia (28) - Rússia (69) - San Marino (1) - Sérvia (11) - Suécia (41) - Suíça (27) - Turquia (44) - Ucrânia (70) |

Legenda
| Recorde mundial       | Recorde mundial (World record)               |                       | Recorde africano                      | Recorde africano (African) |                                           | Q | Classificado por posição (Qualified) |
| Recorde do campeonato | Recorde do campeonato (Championship record)  | Recorde da América    | Recorde da América (Americas)         | q                          | Classificado por melhor tempo (Qualified) |   |                                      |
| Melhor marca do ano   | Melhor marca do ano (World leading)          | Recorde asiático      | Recorde asiático (Asian)              | DNS                        | Não largou (Did not start)                |   |                                      |
| Recorde nacional      | Recorde nacional (National record)           | Recorde europeu       | Recorde europeu (European)            | DNF                        | Não terminou (Did not finish)             |   |                                      |
| Recorde pessoal       | Recorde pessoal do atleta (Personal best)    | Recorde da Oceania    | Recorde da Oceania (Oceania)          | DSQ / DQ                   | Desclassificado (Disqualified)            |   |                                      |
| Recorde da temporada  | Recorde da temporada do atleta (Season best) | Recorde sul-americano | Recorde sul-americano (South America) | NM                         | Sem marca (No mark)                       |   |                                      |